# Anne Scudamore
Anne Scudamore (1584 – 1634) was de stichtster en eerste priores van de Priorij van Hunnegem te Geraardsbergen. In 1603, na het overlijden van koningin Elizabeth I van Engeland, ontvluchtte ze Engeland vanwege de onverdraagzaamheid na het uitvaardigen van de Act of Uniformity (1559) en de tweede Act of Supremacy.
Zij was afkomstig uit een vooraanstaande adellijke familie uit Herefordshire, alwaar haar familie de manors of heerlijkheden van Burnham en Beaconsfield in bezit hadden. Zij was de kleindochter van de Sheriff van Herefordshire.